# 奇斯曼島 (帕爾默地)
69°44′S 75°5′W / 69.733°S 75.083°W
奇斯曼島（英語：Cheesman Island），是南極洲的島嶼，位於帕爾默地，處於沙爾科島以北，在1929年由澳大利亞發現和拍攝空中照片，現時由南極條約體系管理。